# Jacksonville (Észak-Karolina)
Jacksonville település az Amerikai Egyesült Államok Észak-Karolina államában,  Onslow megyében, melynek megyeszékhelye és legnépesebb települése. Lakosainak száma 72 723 fő (2020. április 1.).

## Népesség
A település népességének változása:

| 2010 | 70 145 |
| 2020 | 72 723 |